# Afroholopogon africanus
Afroholopogon africanus là một loài ruồi trong họ Asilidae. Afroholopogon africanus được Ricardo miêu tả năm 1925. Loài này phân bố ở miền nhiệt đới châu Phi.